# Masters de Turquía
El Masters de Turquía es un torneo de snooker, profesional y de ranking, que se celebra en la ciudad turca de Antalya desde 2022.

## Historia
La edición inaugural se celebró en 2022, y para entonces la Federación Turca de Billar, Big Break Promotions y el World Snooker Tour ya habían alcanzado un acuerdo para seguir organizando la cita al menos hasta la temporada 2024-25 y se habían comprometido a ir aumentando la cuantía de los premios con el paso del tiempo. Sin embargo, la edición de 2023, que iba a celebrarse entre el 13 y el 19 de marzo, hubo de suspenderse, pues los promotores locales confesaron que no podían garantizar la financiación suficiente para sacarla adelante.

### Ganadores
| Año  | Ganador                              | Resultado                            | Subcampeón                           | Sede                                 | Referencias |
| ---- | ------------------------------------ | ------------------------------------ | ------------------------------------ | ------------------------------------ | ----------- |
| 2022 | Judd Trump                           | 10-4                                 | Matthew Selt                         | Antalya                              | [ 1 ]       |
| 2023 | Suspendido por falta de financiación | Suspendido por falta de financiación | Suspendido por falta de financiación | Suspendido por falta de financiación | [ 3 ] [ 4 ] |
| 2024 | Por definir fechas                   | Por definir fechas                   | Por definir fechas                   | Antalya                              | [ 2 ]       |
| 2025 | Por definir fechas                   | Por definir fechas                   | Por definir fechas                   | Antalya                              | [ 2 ]       |